# ECW World Tag Team Championship
O ECW Tag Team Championship foi um título de wrestling profissional que pertencia a Extreme Championship Wrestling. Foi criado em 23 de junho de 1992 e desativado em 11 de abril de 2001 com a falência da ECW. Seus outros nomes foram: Eastern Championship Wrestling Tag Team Championship e Extreme Championship Wrestling World Tag Team Championship.